# CCL17
La 'quimioquina (motiu C-C) lligand 17 (CCL17) és una petita citocina pertanyent a la família CC de CCL17 s'expressa constitutivament en el tim, però només de manera transitòria en cèl·lules PBMC estimulats amb fitohemaglutina. Aquesta quimioquina s'uneix específicament i indueix quimiotaxis en cèl·lules T i obté els seus efectes a través de la seva interacció amb el receptor de quimioquina CCr4. El gen qui codifica CCL17 està localitzat en el cromosoma 16, en humans, junt amb altres quimioquines anomenades CCL22 i CX3CL1.